# فيتور كارفاليو فييرا
فيتور كارفاليو فييرا هو لاعب كرة قدم برازيلي في مركز الوسط، ولد في 27 مايو 1997 في Palma, Minas Gerais ‏ في البرازيل. لعب مع نادي كوريتيبا.

## وصلات خارجية
- فيتور كارفاليو فييرا على موقع الاتحاد الأوربي (الإنجليزية)
- فيتور كارفاليو فييرا على موقع قاعدة بيانات كرة القدم.إي يو (الإنجليزية)
- فيتور كارفاليو فييرا على موقع Soccerway.com (الإنجليزية)